# Встигнути до 30
«Встигнути до 30» — український комедійний телесеріал, премʼєра першого сезону якого відбулася восени 2023 року на телеканалі «ТЕТ».
У серпні 2024 року стало відомо про зйомки другого сезону серіалу, який вийде восени 2024 року. 
А також серіал став доступним для перегляду на платформі Netflix.

## Сюжет
Серіал розповідає про долю трьох різних за характером героїнь (в ролях Дарʼя Петрожицька, Анна Кошмал, Анастасія Остреїнова), які зустрілися в Києві в день, коли їм виповнилось 29 років. Вони сприймають це як знак долі й вирішують кардинально змінити власне життя за один рік.
Крізь свої пригоди героїні серіалу впевнять глядача, що рубіж тридцяти років — лише умовність, що може надихнути на подальші звершення.

## Акторський склад
- Дарʼя Петрожицька
- Анна Кошмал
- Анастасія Остреїнова
- Дмитро Вівчарук
- Артур Логай
- Ілля Шульга
- Володимир Ращук
- Артемій Єгоров
- Юрій Дяк
- Костянтин Костишин
- Ірина Рождєствінська
- Данило Оскін
- Віталіна Біблів
- Костянтин Данилюк
- Олена Узлюк
- Тарас Цимбалюк
- Віталій Іванченко